# Jonny Moseley
Jonathan (Jonny) Moseley  (San Juan (Puerto Rico), 27 augustus 1975) is een Amerikaans freestyleskiër, gespecialiseerd in het onderdeel mogul.

## Carrière
Moseley behaalde zijn grootste succes met het winnen van olympisch goud tijdens de Olympische Winterspelen 1998 in het Japanse Nagano. Vier jaar later in eigen land viel Moseley met een vierde plaats net buiten de medailles.

## Resultaten

### Olympische Spelen
| Jaar | Plaats         | Resultaten |
| ---- | -------------- | ---------- |
| 1998 | Nagano         | Moguls     |
| 2002 | Salt Lake City | 4e Moguls  |

### Wereldkampioenschappen
| Jaar | Plaats    | Resultaten              |
| ---- | --------- | ----------------------- |
| 1995 | La Clusaz | 15e Moguls · combinatie |
| 1997 | Nagano    | 12e Moguls              |